# Usure
Die Usure ist ein Fluss in Frankreich, der im Département Mayenne in der Region Pays de la Loire verläuft. Er entspringt im Gemeindegebiet von Brains-sur-les-Marches, entwässert generell Richtung West bis Südwest und mündet nach rund 25 Kilometern an der Gemeindegrenze von Craon und Bouchamps-lès-Craon als rechter Nebenfluss in den Oudon.

## Orte am Fluss
(Reihenfolge in Fließrichtung)
- Brains-sur-les-Marches
- Saint-Michel-de-la-Roë
- Niafles